# 巨大戟醇
巨大戟醇是一种巨大戟烷型四环二萜类有机化合物，分子式C20H28O5，存在于南欧大戟（Euphorbia peplus）、續隨子（Euphorbia lathyris）、乳浆大戟（Euphorbia esula）等大戟属植物中。巨大戟醇可由相对便宜的(+)-3-蒈烯为起始原料经14步合成得到，相比于传统从植物中获取，效率更高。